# Lucilia purpurescens
Lucilia purpurescens är en tvåvingeart som först beskrevs av Walker 1836.  Lucilia purpurescens ingår i släktet Lucilia och familjen spyflugor. Inga underarter finns listade i Catalogue of Life.